# Coryphomys
Coryphomys là một chi động vật có vú trong họ Muridae, bộ Gặm nhấm. Chi này được Schaub miêu tả năm 1937. Loài điển hình của chi này là Coryphomys buehleri Schaub, 1937.

## Các loài
Chi này gồm các loài: